# Comuna Mölndal
Mölndal (Mölndals kommun) este o comună din comitatul Västra Götalands län, Suedia, cu o populație de 61.978 locuitori (2013).

## Geografie

### Zone urbane
Lista celor mai mari zone urbane din comună (anul 2015) conform Biroului Central de Statistică al Suediei:
| Nr | Zona urbană | Pop. |
| -- | ----------- | ---- |
| 1  | Hällesåker  | 682  |

Reședința comunei, orașul Mölndal, intră în componența zonei urbane Göteborg.

## Demografie
| \| Evoluția demografică în comuna Mölndal, 1970–2015 \| Evoluția demografică în comuna Mölndal, 1970–2015 \| Evoluția demografică în comuna Mölndal, 1970–2015 \| Evoluția demografică în comuna Mölndal, 1970–2015 \| Evoluția demografică în comuna Mölndal, 1970–2015 \| \| ----------------------------------------------------------------------------------------------------- \| ------------------------------------------------- \| ------------------------------------------------- \| ------------------------------------------------- \| ------------------------------------------------- \| \| An \| \| \| Locuitori \| \| \| 1970 \| 1970 \| \| 44769 \| 44769 \| \| 1975 \| 1975 \| \| 47295 \| 47295 \| \| 1980 \| 1980 \| \| 47788 \| 47788 \| \| 1985 \| 1985 \| \| 49785 \| 49785 \| \| 1990 \| 1990 \| \| 52028 \| 52028 \| \| 1995 \| 1995 \| \| 54254 \| 54254 \| \| 2000 \| 2000 \| \| 56137 \| 56137 \| \| 2005 \| 2005 \| \| 58234 \| 58234 \| \| 2010 \| 2010 \| \| 60973 \| 60973 \| \| 2015 \| 2015 \| \| 63340 \| 63340 \| \| Sursa: SCB - Statistika Centralbyrån, Folkmängd efter region, civilstånd, ålder och kön. År 1968–2016 \| \| \| \| \| |      |  |           |       |
| Evoluția demografică în comuna Mölndal, 1970–2015 |      |  |           |       |
| An |      |  | Locuitori |       |
| 1970 | 1970 |  | 44769     | 44769 |
| 1975 | 1975 |  | 47295     | 47295 |
| 1980 | 1980 |  | 47788     | 47788 |
| 1985 | 1985 |  | 49785     | 49785 |
| 1990 | 1990 |  | 52028     | 52028 |
| 1995 | 1995 |  | 54254     | 54254 |
| 2000 | 2000 |  | 56137     | 56137 |
| 2005 | 2005 |  | 58234     | 58234 |
| 2010 | 2010 |  | 60973     | 60973 |
| 2015 | 2015 |  | 63340     | 63340 |
| Sursa: SCB - Statistika Centralbyrån, Folkmängd efter region, civilstånd, ålder och kön. År 1968–2016 |      |  |           |       |